# David Cespiva
David Cespiva (* 5. November 1986 in Duisburg) ist ein ehemaliger deutscher Eishockeyspieler, der zuletzt 2020 bei den Füchsen Duisburg aus der Regionalliga West unter Vertrag stand.

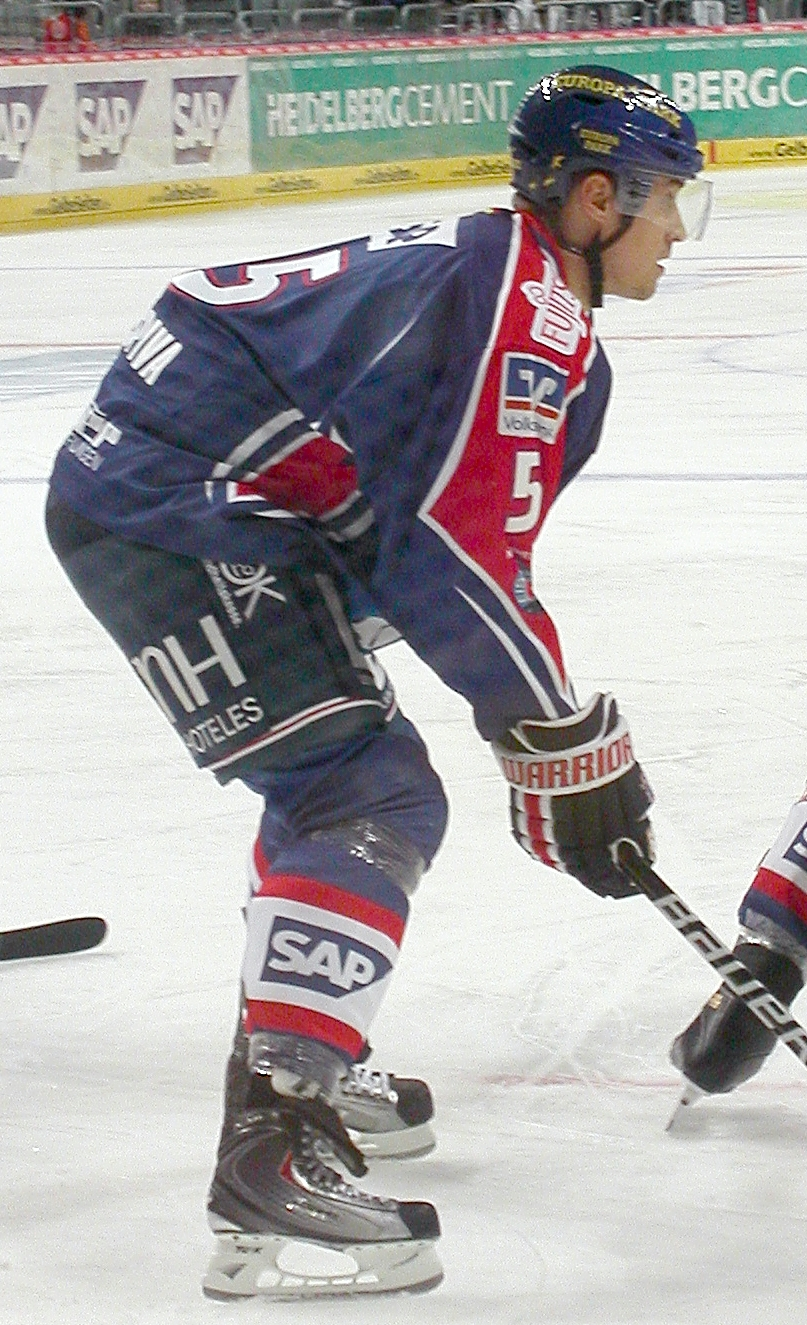
David Cespiva bei den Adler Mannheim

## Karriere
Cespiva begann seine Karriere im Nachwuchs der Adler Mannheim und spielte unter anderem für die Jungadler Mannheim aus der Deutschen Nachwuchsliga. Zur Saison 2004/05 stand der Verteidiger erstmals im Kader der Profimannschaft und absolvierte 15 Spiele, in denen er allerdings keinen Scorerpunkt erzielen konnte. Des Weiteren wurde Cespiva mit einer Förderlizenz ausgestattet und war somit auch für den Kooperationspartner Heilbronner Falken spielberechtigt.
Nachdem ihm bei den Adlern nicht der Durchbruch gelungen war, unterschrieb der gebürtige Duisburger zur Spielzeit 2006/07 einen Vertrag bei den Nürnberg Ice Tigers, die ihn ebenfalls mit einer Förderlizenz ausstatteten. Der Rechtsschütze spielte aufgrund dessen auch für den SC Riessersee in der Eishockey-Oberliga. Bereits in seiner ersten Saison bei den Ice Tigers gehörte Cespiva zum Stammkader und wurde in 48 Partien eingesetzt, in denen er vier Punkte erzielen konnte. Im Jahr 2007 wurde der Abwehrspieler mit Nürnberg deutscher Vizemeister, nachdem man im Finale mit 0:3 an seinen Ex-Klub, den Adlern aus Mannheim, scheiterte. Am 28. September 2009 unterschrieb der Rechtsschütze einen Vertrag mit den Krefeld Pinguinen. Im Juli 2010 wechselte er zu den Kassel Huskies. Da diese keine DEL-Lizenz erhielten, unterschrieb Cespiva am 30. August 2010 einen Vertrag bei den Adler Mannheim mit Laufzeit bis zum Ende der Saison 2010/11. Im Mai 2011 erhielt er einen Kontrakt für die Spielzeit 2011/12 beim EHC München. Von 2013 bis 2017 stand Cespiva bei den Löwen Frankfurt unter Vertrag. Zur Saison 2017/18 wechselte er zu den Füchsen Duisburg und beendete dort 2020 seine aktive Karriere als Spieler.

### International
Im Verlauf seiner bisherigen Karriere stand der Verteidiger des Öfteren im Kader der deutschen Nationalmannschaft, mit der er in den Jahren 2003 und 2004 an der U18-WM teilnahm.

## Erfolge und Auszeichnungen
- 2017 DEL2-Meister mit den Löwen Frankfurt

## Karrierestatistik
(Legende zur Spielerstatistik: Sp oder GP = absolvierte Spiele; T oder G = erzielte Tore; V oder A = erzielte Assists; Pkt oder Pts = erzielte Scorerpunkte; SM oder PIM = erhaltene Strafminuten; +/− = Plus/Minus-Bilanz; PP = erzielte Überzahltore; SH = erzielte Unterzahltore; GW = erzielte Siegtore; 1 Play-downs/Relegation; Kursiv: Statistik nicht vollständig)